# ایستگاه متروی چهل تن دولاب
ایستگاه مترو چهل تن دولاب یکی از ایستگاه‌های خط ۷ مترو تهران است که در خیابان آل‌آقا، جنب بوستان آبان واقع شده‌ است. این ایستگاه که دارای ۵۳۲۳ متر مربع فضای سرپوشیده است در ۱۴ اسفند ۱۳۹۹ افتتاح شده‌است.